# Advertentieserver
Een advertentieserver (oftewel adserver) is een webserver die gebruikt wordt voor het leveren van internetreclame en het meten van de bijbehorende prestaties. Zowel de fysieke server, als de gebruikte software, kan omschreven worden als een advertentieserver.
Internetreclame kan worden gekarakteriseerd in het feit dat de reactie op de reclame door de doelgroep onmiddellijk gemeten en geëvalueerd kan worden, in tegenstelling tot reclame in andere massamedia. Dit wordt gedaan door de zogenaamde adserver die de verspreiding van de internetreclame bestuurt en de contacten hiermee evalueert.
Een advertentieserver is een managementsysteem, dat op een databank gebaseerd is, voor de verzorging en het beheer van advertentieruimte op het internet. Deze server zorgt ervoor dat de juiste advertentie weergegeven wordt aan het gepaste doelpubliek op het correcte moment. Op deze manier wordt het resultaat van internetreclame geoptimaliseerd. Van belang hierbij is de rapportage, logging en dus evaluatie van het succes van de internetreclame aan de hand van advertentie-impressies (hoe vaak een advertentie getoond wordt) en advertentieklikken (hoe vaak op een advertentie geklikt wordt).
De inhoud van de webserver wordt geregeld bijgewerkt waardoor de advertenties die op een webpagina getoond worden, vernieuwd worden.

## Risico's
Wanneer de beveiliging van een advertentieserver gekraakt wordt door kwaadwillenden, is het mogelijk om malware te verspreiden via het advertentienetwerk. Websites die aangesloten zijn aan het advertentienetwerk zullen dan onbewust en ongewild malware voorschotelen aan hun bezoekers. Aangezien op er zeer veel websites aangesloten kunnen zijn op een advertentienetwerk, is dit een interessant doel voor hackers.